# Belladonna (Adieu)
Belladonna (Adieu) è il primo singolo del cantante italiano Blanco, pubblicato il 18 giugno 2020.

## Tracce
Testi e musiche di Michelangelo, Riccardo Fabbriconi.
1. Belladonna (Adieu) – 2:49